# 橘岘车辆基地

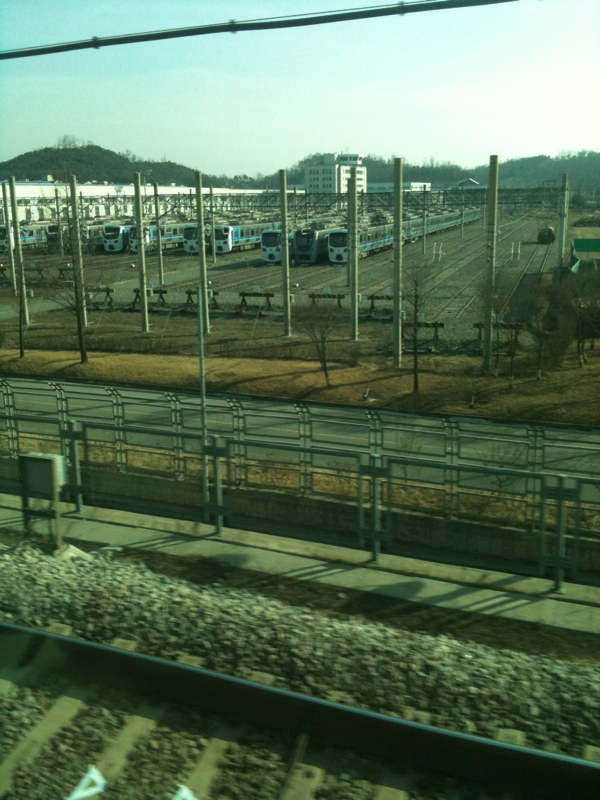
停放於橘峴車輛基地內的仁川交通公社1000系电力动车组

橘岘车辆基地（：／ Gyulhyeon Charyang Saeopso */?）是仁川交通公社位于仁川桂阳区的一个地鐵車輛基地，在仁川都市铁道1号线附近。这个车辆段主要用于仁川都市铁道1号线的1000系列车的维修与停放。